# Game.com
Game.com (стилізовано game.com) — портативна ігрова консоль, випущена Tiger Electronics в вересні 1997 року. На відміну від інших портативних ігрових консолей, в першій ревізії консолі Game.com включені два слоти для картриджів і можливість підключення модему до 14,4 кбіт / с, для того і стоїть крапка щоби підкреслити, що приставка може вийти в інтернет. Пізніше, в моделі Game.com pocket pro повернули до одного слоту картриджа, і додали підсвітку. Також є першою портативної консоллю з сенсорним екраном.